# Контурне тонування
Контурне тонування, також цел-шейдинг, сел-шейдинг, тун-шейдинг (англ. Cel-shading, Toon-shading) — різновид нефотореалістичної техніки рендерингу, що має на меті створити враження, ніби комп'ютерна графіка була намальована від руки. Техніка часто використовується для імітації стилю малювання, що використовується в коміксах або мультфільмах. Контурне тонування є відносно новим ефектом у створенні комп'ютерної графіки, який найчастіше використовується в консольних відеоіграх. Хоча кінцевий результат здається простим, схожим на намальовану від руки анімацію, процес створення цього ефекту є складним.

## Процес
Процес контурного тонування починається з традиційної 3D-моделі. Відмінності з'являються лише тоді, коли цей об'єкт раструється для відображення на екрані. Рушій рендерингу вибирає лише кілька відтінків кожного кольору для промальовування об'єкта, створюючи враження пласкості. Це не той самий процес, що й вибір декількох відтінків для текстури, оскільки освітлення або інші ефекти навколишнього середовища можуть зіпсувати кінцевий результат. Саме тому це часто застосовується як додатковий, завершальний прохід у процесі рендерингу, коли всі інші операції вже завершені.
Для того, щоб намалювати лінії чорного чорнила, що обводять контури об'єкта, відсікання задньої поверхні інвертується таким чином, щоб намалювати лише трикутники, спрямовані назад. Потім чорним кольором малюються сторони трикутників; їх потрібно малювати багато разів з невеликим зміщенням, щоб отримані лінії стали товстими. Таким чином, створюється заштрихована чорним кольором фігура.
Потім відсікання заднього плану повертається до звичайного режиму, щоб намалювати затінення та додаткові текстури об'єкта. Нарешті, зображення збирається за допомогою буфера Z, оскільки поверхні, звернені назад, завжди лежать глибше в 3D-сцені, ніж ті, що звернені вперед. В результаті об'єкт окреслюється чорним кольором, і навіть контури, що знаходяться на поверхні об'єкта, відображаються.